# Envigado Fútbol Club Femenino
El Envigado Fútbol Club Femenino es la sección de fútbol femenino del Envigado Fútbol Club, pertenece al municipio de Envigado, al sur del departamento de Antioquia. Fue fundado el 17 de febrero de 2017 bajo el nombre de «Envigado Fútbol Club Formas Íntimas»  y militó en la primera edición de la Liga Profesional Femenina de Fútbol de Colombia en 2017, la máxima competición de fútbol femenino en Colombia. Actualmente esta sin competencia.

## Historia
El equipo fue presentado oficialmente el 17 de febrero de 2017 en la ciudad de Medellín El club accedió a la disputa del torneo profesional colombiano haciendo uso de su derecho a participar merced a contar con reconocimiento deportivo de Coldeportes y la Dimayor. El equipo funda sus bases principalmente a partir del Club Deportivo Formas Íntimas .

### Temporada 2017
Envigado es el primer equipo de Antioquia y uno de los tres equipos  paisas(Junto al Deportivo Pereira y al Deportes Quindío) en disputar la Liga Profesional Femenina de Fútbol en Colombia. En conformidad con el sistema de juego establecido para la disputa del torneo nacional para el año 2017 Envigado fue ubicado en el grupo A del campeonato, donde enfrentará en primera ronda a cinco equipos más: dos equipos de la región Caribe, y tres de Santander.

## Datos del club
- Temporadas en 1ª: 1 (2017)
- Primer partido oficial: Atlético Bucaramanga vs Envigado FC el 19 de febrero del 2017.
- Mayor cantidad de goles anotados en un partido de primera división:
- Mayor cantidad de goles recibidos en un partido de primera división:

### Resultados históricos del club
| 2017 | 1ª                | 00 | 00 | 00 | 00 | 0.º | 00 | 00 | 00 | 00 | 00 | 00 | 00 | 00 | 00% | 00 | 00 | 00 |
| Consolidado total | Consolidado total | 00 | 00 | 00 | 00 | 0.º | 00 | 00 | 00 | 00 | 00 | 00 | 00 | 00 | 00% | 00 | 00 | 00 |
| P.= Partidos; G. = Ganados; E. = Empatados; D. = Derrotas; Pos. = Posición; G. F. = Goles a favor; G. C. = Goles en contra; D. G. = Diferencia de goles Actualizado hasta el 8 de enero de 2017. |                   |    |    |    |    |     |    |    |    |    |    |    |    |    |     |    |    |    |

## Jugadoras

### Plantel 2017
- Jugadores que se encuentran en fase de recuperación, por algún tipo de lesión.
- Jugadores que fueron capitanes, en algún partido oficial.
- : Jugador a servicio de la Selección Colombia.

### Entrenadores
| Nombre                    | Nacionalidad | Temporadas |
| ------------------------- | ------------ | ---------- |
| Juan Carlos Muñoz Agudelo | Colombiana   | 2017       |

## Palmarés
| Competición Nacional      | Títulos | Subtítulos |
| ------------------------- | ------- | ---------- |
| Liga Profesional Femenina | -       | -          |